# 알바니아어

알바니아어의 분포와 방언

알바니아어(알바니아어: Shqip [ʃcip])는 알바니아 등에서 쓰이는 인도유럽어족의 언어로, 알바니아어 단독으로 인도유럽어족 내의 독립된 어파를 이룬다. 알바니아인이 다수인 알바니아와 코소보에서 공용어이며, 구 유고슬라비아 국가들에서도 소수언어로 인정되고 있다. 이외에 이탈리아, 그리스, 루마니아 등의 알바니아계 주민들에 의해서도 쓰인다.
알바니아어는 대략 슈쿰빈강 부근을 기준으로 남부의 토스크 방언과 북부의 게그 방언으로 대별되며, 이 두 방언의 차이는 상당히 크나 표준어와는 상호 의사소통이 가능하다. 이 두 방언은 지리적 위치에 따라 서로 다른 역사적 발전을 거쳐왔으며, 알바니아의 독립 이전에는 문자도 게그 방언은 로마자, 토스크 방언은 그리스 문자로 각각 다른 것을 사용했다.
알바니아어는 고대 일리리아인이 사용했던 일리리아어에 그 기원을 두고 있는 것으로 추정되나 명확한 기원에 관해서는 여전히 합의가 이루어지지 않고 있다. 오랜 세월동안 주변 언어의 영향을 받았으며 라틴어, 그리스어, 슬라브어, 튀르키예어, 페르시아어 등의 어휘를 다수 차용하였다.

## 역사
알바니아어가 인도유럽어족에 속한다는 데는 크게 의심의 여지가 없으나 자세한 형성 과정과 기원에 관해서는 의문점이 많다. 역사적으로 일리리아어 등 다양한 고대 언어와 묶으려는 학설이 있었으나 명확히 입증된 것은 없다. 최근에는 고발칸 제어의 유일한 말예라는 맥락에서도 연구되고 있다.
독자적 언어로서 알바니아어에 관한 간접적인 기록은 13세기에 처음 나타나지만, 현재까지 발견된 알바니아어로 쓰인 문헌 기록은 15세기의 것이 가장 오래되었다. 1635년 알바니아 주교인 프랑 바르디가 로마에서 최초로 알바니아어-라틴어 사전을 출판했다. 르네상스 시대까지는 에피로스어라는 이름으로 더 많이 불렸다. 알바니아가 오스만 제국 치하에 있는 동안 알바니아어는 공식 지위를 인정받지 못했으며, 근대에 알바니아 민족주의가 떠오르고 1909년 디버르 회의에서 처음 알바니아어 학교가 인정되었다.

## 문자
알바니아어는 그리스 문자, 로마자, 아랍 문자, 키릴 문자 등 여러 문자로 표기되어 왔으며, 베이타 크크쥬 문자와 엘바산 문자라는 지역적으로 발명된 문자도 잠시나마 쓰였다. 또한, 로마자 정서법도 여러 차례 개정되어 왔다. 현대 알바니아의 정서법은 남부 토스크 방언을 기초로 하여 로마자로 표기한다.
- A, B, C, Ç, D, Dh, E, Ë, F, G, Gj, H, I, J, K, L, Ll, M, N, Nj, O, P, Q, R, Rr, S, Sh, T, Th, U, V, X, Xh, Y, Z, Zh
- a, b, c, ç, d, dh, e, ë, f, g, gj, h, i, j, k, l, ll, m, n, nj, o, p, q, r, rr, s, sh, t, th, u, v, x, xh, y, z, zh

## 음운 체계

### 닿소리(자음)
|        |        | 입술소리 | 치음 | 치경음 | 연구개화 치경음 | 후치경음 | 경구개음 | 연구개음 | 성문음 |
| ------ | ------ | -------- | ---- | ------ | --------------- | -------- | -------- | -------- | ------ |
| 비음   | 비음   | m        |      | n      |                 |          | ɲ        | (ŋ)      |        |
| 파열음 | 무성음 | p        |      | t      |                 |          | c        | k        |        |
| 파열음 | 유성음 | b        |      | d      |                 |          | ɟ        | ɡ        |        |
| 파찰음 | 무성음 |          |      | ts     |                 | tʃ       |          |          |        |
| 파찰음 | 유성음 |          |      | dz     |                 | dʒ       |          |          |        |
| 마찰음 | 무성음 | f        | θ    | s      |                 | ʃ        |          |          | h      |
| 마찰음 | 유성음 | v        | ð    | z      |                 | ʒ        |          |          |        |
| 유음   | 설측음 |          |      | l      | ɫ               |          |          |          |        |
| 유음   | 탄음   |          |      | ɾ      |                 |          |          |          |        |
| 유음   | 전동음 |          |      | r      |                 |          |          |          |        |
| 반모음 | 반모음 |          |      |        |                 |          | j        |          |        |

### 홀소리(모음)
|          | 전설 | 전설   | 중설 | 중설   | 후설 | 후설 |
| 비원순   | 원순 | 비원순 | 원순 | 비원순 | 원순 |      |
| -------- | ---- | ------ | ---- | ------ | ---- | ---- |
| 고모음   | i    | y      |      |        |      | u    |
| 중모음   |      |        | ə    |        |      |      |
| 중저모음 | ɛ    |        |      |        |      | ɔ    |
| 저모음   | a    |        |      |        |      |      |

## 대한민국에서의 학습
한국외국어대학교에서 정규과정으로 알바니아어학과를 개설하겠다는 발표를 했으나, 현재는 실현되었다. 2019년 기준으로 한국어로 된 알바니아어 교재가 없으며, 2013년 12월 12일에 네이버 사전에서 알바니아어 사전을 추가했다.

## 같이 보기
- 일리리아어